# Phyllotis gerbillus
Phyllotis gerbillus és una espècie de mamífer rosegador de la família dels cricètids. És endèmic del desert de Sechura (nord-oest del Perú), on viu a altituds d'aproximadament 50 msnm. El seu hàbitat natural són les zones sorrenques amb mesquit. És una espècie en risc mínim, és a dir, no sembla que hi hagi cap amenaça significativa per a la seva supervivència. La taxonomia de P. gerbillus encara es debat.